# Герб комуни Екере (лен Вестра-Йоталанд)
Герб комуни Екере (швед. Öckerö kommunvapen) — символ шведської адміністративно-територіальної одиниці місцевого самоврядування комуни Екере. 

## Історія
Герб прийнято 1956 року управою комуни, але він не мав офіційного королівського затвердження. У 1979 році після адміністративно-територіальної реформи цей герб перереєстрували для комуни Екере.

## Опис (блазон)
У синьому полі 10 срібних сардин у 4 ряди (3:2:3:2), у відділеній шипоподібно срібній главі — синій човен.

## Зміст
Сардини та човен символізують риболовецькі промисли, які є основним видом заняття місцевих мешканців. 10 сардин уособлюють 10 островів, які входять до складу комуни.